# La seconda vita di Naoko
La seconda vita di Naoko (Himitsu 秘密, "Segreto") è un romanzo dello scrittore di gialli e spy story Keigo Higashino, pubblicato per la prima volta in Giappone nel 1998, è stato tradotto in italiano da Dalai Editore nel 2006. La vicenda ha avuto anche una trasposizione live action con il dorama stagionale Himitsu interpretato dalla giovane Mirai Shida.

## Trama
Heisuke è un uomo di 39 anni che modestamente può affermare di aver avuto tutto dalla vita, sia la felicità familiare che la tranquillità economica; per tal ragione rimane ancor più distrutto nell'animo quando la moglie e la figlia appena adolescente rimangono coinvolte in un incidente mentre viaggiavano in pullman: l'autobus esce fuori di strada e precipita in una scarpata.
L'amatissima moglie Naoko muore mentre la figlioletta undicenne Monami rimane gravemente ferita; trasportata d'urgenza in ospedale riesce miracolosamente a sopravvivere: accade però che risvegliatasi dopo un certo periodo dal coma la sua personalità e ricordi siano diventati quelli della madre Naoko e non più i suoi.
Heisuke è presto costretto ad ammettere che lo spirito della moglie ha preso possesso del corpo della figlia. Incapaci di spiegare agli altri cosa sia realmente accaduto, decidono di tenere il fatto segreto e da quel momento Naoko comincia a vivere come fosse Monami.
Ritrovatasi ad aver un corpo di giovinetta Naoko non si lascia sfuggir l'occasione per cercar di portar avanti quei desideri che gli erano rimasti irrealizzati; la crescente voglia d'indipendenza di Naoko comincia a provocare una frattura tra lei ed Heisuke, il quale da parte sua lotta per rimanere un marito fedele. Egli cerca anche di dare un senso alla tragedia che ha causato l'attuale condizione di Naoko, andando a cercare la famiglia del conducente d'autobus che ha causato l'incidente.
Heisuke e Naoko vengono ad aver un forte diverbio quando lui sospetta che la moglie, oramai stabilmente a proprio agio nel corpo della figlia, s'interessi affettivamente ad un ragazzo compagno di scuola e coetaneo di Monami: l'uomo deve ammettere di non poter più vivere come marito effettivo di Naoko, in quanto ella è diventata biologicamente sua figlia a tutti gli effetti.
Qualche tempo dopo sembra che la coscienza di Monami cominci a ritornare, ed Heisuke e Naoko sembrano ora esser in grado di appianare le divergenze e rinsaldar il loro rapporto in quanto hanno ora la garanzia che Monami e Naoko, condividendo lo stesso corpo in modo cosciente, saranno in grado di far tornare Naoko in parte alla sua vita precedente.
Ma come la coscienza di Monami comincia sempre più a dominare, Naoko costringe infine Heisuke ad un addio definitivo: ella si prepara così a lasciar per sempre il corpo della figlia. L'uomo accoglie nuovamente Monami, che sembra ora più che mai aver bisogno di una forte figura paterna di riferimento. Anni dopo Monami suggerisce che la forma di possessione del proprio corpo da parte di Naoko sia in realtà stato il risultato di un disturbo di personalità multipla causato dall'incidente.
Tuttavia, il giorno in cui Monami è in procinto di sposarsi Heisuke sospetta col cuore spezzato che Monami non sia mai veramente tornata e che quella che sta portando all'altare sia in realtà Naoko.